# Brad Hornung-trófea
A Brad Hornung-trófea egy díj az észak-amerikai Western Hockey League nevű junior jégkorongligában. A trófeát az a játékos kapja meg, akit a szezon végén a legsportszerűbbnek ítélnek. A trófeát Brad Hornungról nevezték el, aki 1987. március 1-jén bénult le egy mérkőzés során.

## A díjazottak
- A kékkel jelölt játékosok a CHL Sportsman of the Year díjat is elnyerték.

| Év         | Játékos                                     | Csapat                            |
| ---------- | ------------------------------------------- | --------------------------------- |
| 2014–2015  | Rourke Chartier                             | Kelowna Rockets                   |
| 2013–2014  | Sam Reinhart                                | Kootenay Ice                      |
| 2012–2013  | Dylan Wruck                                 | Edmonton Oil Kings                |
| 2011–2012  | Mark Stone                                  | Brandon Wheat Kings               |
| 2010–2011  | Tyler Johnson                               | Brandon Wheat Kings               |
| 2009–2010  | Jason Bast                                  | Moose Jaw Warriors                |
| 2008–2009  | Tyler Ennis                                 | Medicine Hat Tigers               |
| 2007–2008  | Tyler Ennis                                 | Medicine Hat Tigers               |
| 2006–2007  | Aaron Gagnon                                | Seattle Thunderbirds              |
| 2005–2006  | Kris Russell                                | Medicine Hat Tigers               |
| 2004–2005  | Kris Russell                                | Medicine Hat Tigers               |
| 2003–2004  | Nigel Dawes                                 | Kootenay Ice                      |
| 2002–2003  | Boyd Gordon                                 | Red Deer Rebels                   |
| 2001–2002  | Ian White                                   | Swift Current Broncos             |
| 2000–2001  | Matt Kinch                                  | Calgary Hitmen                    |
| 1999–2000  | Trent Hunter                                | Prince George Cougars             |
| 1998–1999  | Matt Kinch                                  | Calgary Hitmen                    |
| 1997–1998  | Cory Cyrenne                                | Brandon Wheat Kings               |
| 1996–1997  | Kelly Smart                                 | Brandon Wheat Kings               |
| 1995–1996  | Hnat Domenichelli                           | Kamloops Blazers                  |
| 1994–1995  | Darren Ritchie                              | Brandon Wheat Kings               |
| 1993–1994  | Lonny Bohonos                               | Portland Winter Hawks             |
| 1992–1993  | Rick Girard                                 | Swift Current Broncos             |
| 1991–1992  | Steve Junker                                | Spokane Chiefs                    |
| 1990–1991  | Pat Falloon                                 | Spokane Chiefs                    |
| 1989–1990  | Bryan Bosch                                 | Lethbridge Hurricanes             |
| 1988–1989  | Blair Atcheynum                             | Moose Jaw Warriors                |
| 1987–1988  | Craig Endean                                | Regina Pats                       |
| 1986–19871 | (Nyugat) Dave Archibald (Kelet) Len Nielson | Portland Winter Hawks Regina Pats |
| 1985–19861 | (Nyugat) Ken Morrison (Kelet) Randy Smith   | Kamloops Blazers Saskatoon Blades |
| 1984–1985  | Cliff Ronning                               | New Westminster Bruins            |
| 1983–1984  | Mark Lamb                                   | Medicine Hat Tigers               |
| 1982–1983  | Darren Boyko                                | Winnipeg Warriors                 |
| 1981–1982  | Mike Moller                                 | Lethbridge Broncos                |
| 1980–1981  | Steve Tsujiura                              | Medicine Hat Tigers               |
| 1979–1980  | Steve Tsujiura                              | Medicine Hat Tigers               |
| 1978–1979  | Errol Rausse                                | Seattle Breakers                  |
| 1977–1978  | Steve Tambellini                            | Lethbridge Broncos                |
| 1976–1977  | Steve Tambellini                            | Lethbridge Broncos                |
| 1975–1976  | Blair Chapman                               | Saskatoon Blades                  |
| 1974–1975  | Danny Arndt                                 | Saskatoon Blades                  |
| 1973–1974  | Mike Rogers                                 | Calgary Centennials               |
| 1972–1973  | Ron Chipperfield                            | Brandon Wheat Kings               |
| 1971–1972  | Ron Chipperfield                            | Brandon Wheat Kings               |
| 1970–1971  | Lorne Henning                               | Estevan Bruins                    |
| 1969–1970  | Randy Rota                                  | Calgary Centennials               |
| 1968–1969  | Bob Liddington                              | Calgary Centennials               |
| 1967–1968  | Bernie Blanchette                           | Saskatoon Blades                  |
| 1966–1967  | Morris Stefaniw                             | Estevan Bruins                    |

1Ebben a két évben a WHL keleti és nyugati konferenciája külön adta ki a trófeát.